# Panthalassa
Panthalassa (en neologisme, sammensat af græsk πᾶν pan = "alt", "hele" + θάλασσα thalassa = "hav" altså: "alle have" ) er det hav, der omgav det tidligere superkontinent Pangæa. Panthalassas "efterfølger" er Stillehavet.